# جيمي إنجلاند
جيمي إنجلاند (بالإنجليزية: Jamie England)‏ (27 مايو 1988 في المملكة المتحدة - ) هو لاعب كرة قدم بريطاني في مركز الوسط. لعب مع تونبريدج أنغلز ونادي برينتفورد ونادي كرولي تاون ونادي بروملي وGoulburn Valley Suns FC ‏ ونادي تشيلمسفورد وكارشالتون أثلتيك وبيليريكاي تاون وAshford Town (Middlesex) F.C. ‏ وCroydon Athletic F.C. ‏ وCobram Victory FC ‏ وTooting & Mitcham United F.C. ‏ وويفنهو تاون ‏.

## وصلات خارجية
- جيمي إنجلاند على موقع قاعدة بيانات كرة القدم.إي يو (الإنجليزية)
- جيمي إنجلاند على موقع Soccerbase.com (لاعب) (الإنجليزية)
- جيمي إنجلاند على موقع Soccerway.com (الإنجليزية)